# Золотая медаль ВДНХ
Золотая медаль ВДНХ, Золотая медаль ВСХВ — нагрудный знак отличия Всесоюзной сельскохозяйственной выставки (ВСХВ), Выставки достижений народного хозяйства СССР (ВДНХ СССР) и позднее Всероссийского выставочного центра (ВВЦ).

## История
В разные годы нагрудный знак отличия носил разные наименования и имел две градации (большая и малая золотая медаль).
| Годы выпуска | Наименование медали                                | Градации       | Награждающий орган        |
| ------------ | -------------------------------------------------- | -------------- | ------------------------- |
| 1939—1940    | «Передовику социалистического сельского хозяйства» | большая; малая | Главный комитет ВСХВ      |
| 1954—1959    | «За успехи в социалистическом сельском хозяйстве»  | большая; малая | Главный комитет ВСХВ      |
| 1959—1962    | «За успехи в народном хозяйстве СССР»              | большая; малая | Главный комитет ВДНХ СССР |
| 1963—1986    | «За успехи в народном хозяйстве СССР»              | нет            | Главный комитет ВДНХ СССР |
| 1987—1992    | «Лауреат ВДНХ СССР»                                | нет            | Главный комитет ВДНХ СССР |

## Описание
Основным сюжетом всех золотых медалей ВДНХ является союз рабочего класса и крестьянства, который в разные годы выпуска награды выражался по-разному. Так, на лицевой стороне знака отличия «За успехи в социалистическом сельском хозяйстве» на фоне трактора и завода изображены рабочий и колхозница, поддерживающие сноп хлебных злаков. Аверс знака «За успехи в народном хозяйстве СССР» изображает группу, состоящую из рабочего, шахтера и колхозницы, поддерживающих символическое изображение атома. Начиная с 1990-х годов, знак отличия использует символ ВДНХ — скульптуру «Рабочий и колхозница» Веры Мухиной.
До начала 1960-х годов металлическая часть знака отличия изготавливалась из золота.

## Многократно награждённые
Восемью золотыми медалями награждены: 
- Чердинцев, Василий Макарович

Семью золотыми медалями награждены:
- Усубалиев, Турдакун Усубалиевич

Шестью золотыми медалями награждены:
- Досмагамбетов, Султан Капарович

Пятью золотыми медалями награждены:
- Ласкорин, Борис Николаевич
- Ресин, Владимир Иосифович
- Потапов, Олег Александрович
- Штрейс, Раиса Ивановна
- Демирчян, Карен Серобович
- Эрсарыев, Оразгельды

Четырьмя золотыми медалями награждены:
- Арзуманян, Павел Рубенович
- Абдуллаев, Гасан Мамедбагир оглы
- Береснев, Алексей Сергеевич
- Мазлумов, Аведикт Лукьянович
- Моторный, Дмитрий Константинович
- Расизаде, Шамиль Алиевич

Тремя золотыми медалями награждены: 
- Воротников, Виталий Иванович
- Кушеков, Унайбай Кушекович
- Козлова, Олимпиада Васильевна
- Крюков, Виктор Александрович
- Прозоров, Пётр Алексеевич
- Чёрный, Алексей Клементьевич
- Шумаков, Валерий Иванович
- Тумасян, Бениамин Акопович

Двумя золотыми медалями награждены:
- Букасов, Сергей Михайлович
- Былов, Владимир Николаевич
- Викулин, Владимир Васильевич
- Дубинин, Николай Петрович
- Казачковский, Олег Дмитриевич
- Кондратьев, Ефим Евдокимович
- Коноваленко, Василий Васильевич
- Курбанов, Зарип
- Миначёв, Хабиб Миначевич
- Самматов Рафагат Лутфуллович
- Седов, Леонид Иванович
- Сичевой Иван Яковлевич
- Сквирский, Вениамин Яковлевич
- Смеян, Николай Иванович
- Серых, Роман Леонидович
- Токаренко, Владимир Петрович
- Царевский, Алексей Михайлович
- Чернилов, Эля Гершев

## Награжденные
- Табалдыев, Раимбек Джумабаевич